# Listă de filme Columbia Pictures
Aceasta este o listă de filme produse de Columbia Pictures pe ani:

## Anii 1930
- Tol'able David (1930)
- Arizona (1931)
- Platinum Blonde (1931)
- Broadway Bill
- Twentieth Century (1934)
- It Happened One Night (1934)
- One Night of Love (1934)
- She Married Her Boss (1935)
- Mr Deeds Goes to Town (1936)
- The Awful Truth (1937)
- Ultimul orizont (1937)
- You Can't Take It with You (1938)
- Only Angels Have Wings (1939)
- Mr. Smith Goes to Washington (1939)

## Anii 1940
- His Girl Friday (1940)
- Penny Serenade (1941)
- Here Comes Mr. Jordan (1941)
- You Were Never Lovelier (1941)
- You'll Never Get Rich (1942)
- My Sister Eileen (1942)
- The More the Merrier (1943)
- Batman (1943)
- The Desperadoes (1943)
- Cover Girl (1944)
- A Song to Remember (1945)
- Gilda (1946)
- The Jolson Story (1946, plus continuare în 1949)
- Superman (1948)
- The Lady from Shanghai (1948)
- Cariera de politician (1949; plus remake în 2006)
- Batman and Robin (1949)

## Anii 1950
- Born Yesterday (1950)
- Harriet Craig (1950)
- In a Lonely Place (1950)
- Atom Man Vs. Superman (1950)
- The Marrying Kind (1952)
- From Here to Eternity (1953)
- The 5,000 Fingers of Dr. T (1953)
- The Wild One (1953)
- The Caine Mutiny (1954)
- On the Waterfront (1954)
- Queen Bee (1955)
- Picnic (1955)
- Autumn Leaves (1956)
- Storm Center (1956)
- The Bridge on the River Kwai (1957)
- Pal Joey (1957)
- Bell, Book and Candle (1958)
- Porgy and Bess (1959)
- Suddenly, Last Summer (1959)
- Gidget (1959)
- The Mouse That Roared (1959)
- Anatomy of a Murder (1959)
- Tricky the Koala (desene animate)

## Anii 1960
- The Three Worlds of Gulliver (1960)
- A Raisin in the Sun (1961)
- The Guns of Navarone (1961)
- Lawrence of Arabia (1962)
- The Three Stooges in Orbit (1962)
- The Three Stooges Meet Hercules (1962)
- Bye Bye Birdie (1963)
- The Three Stooges Go Around the World in a Daze (1963)
- Jason and the Argonauts (1963)
- Dr. Strangelove or: How I Learned to Stop Worrying and Love the Bomb (1964)
- Lord Jim (1965)
- The Outlaws is Coming (1965)
- Three on a Couch (1966)
- Born Free (1966)
- The Trouble with Angels (1966)
- Georgy Girl (1966) (distributor)
- Un om pentru eternitate (1966)
- Divorce American Style (1967)
- Casino Royale
- In Cold Blood (1967)
- To Sir, with Love (1967)
- Guess Who's Coming to Dinner (1967)
- Head (1968)
- Oliver! (1968)
- Funny Girl (1968)
- Where Angels Go Trouble Follows (1968)
- Bob & Carol & Ted & Alice (1969)
- Cactus Flower (1969)
- Easy Rider (1969)

## Anii 1970
- The Liberation of L.B. Jones (1970)
- I Never Sang for My Father (1970)
- Cromwell (1970)
- Waterloo (1970)
- Dad's Army (1971)
- 10 Rillington Place (1971)
- The Last Picture Show (1971)
- Nicholas and Alexandra (1971)
- And Now for Something Completely Different (1971)
- 1776 (1972)
- Young Winston (1972)
- The Way We Were (1973)
- Summer Wishes, Winter Dreams (1973)
- The Lords of Flatbush (1974)
- Confessions of a Window Cleaner (1974)
- The Stepford Wives (1975)
- Monty Python and the Holy Grail (1975)
- Shampoo (1975)
- Tommy (1975)
- Murder by Death (1976)
- Taxi Driver (1976)
- Nickelodeon (1976)
- The Front (1976)
- Fun with Dick and Jane (1977)
- Close Encounters of the Third Kind (1977)
- The Deep (1977)
- Sinbad and the Eye of the Tiger (1977)
- Eyes of Laura Mars (1978)
- Midnight Express (1978)
- Thank God It's Friday (1978)
- The Buddy Holly Story (1978)
- The China Syndrome (1979)
- Hardcore (1979)
- Kramer vs. Kramer (1979)
- 1941 (1979)
- All That Jazz (1979)

## Anii 1980
- The Blue Lagoon (1980)
- Stir Crazy (1980)
- Tess (1980)
- Used Cars (1980)
- American Pop (1981)
- Modern Romance (1981)
- Death Wish II (1981)
- Stripes (1981)
- Neighbors (1981)
- Absence of Malice (1981)
- Annie (1982)
- Das Boot (1982, distribution)
- Richard Pryor: Live on the Sunset Strip (1982)
- Tempest (1982)
- The Toy (1982)
- Tootsie (1982)
- Gandhi (1982)
- The Big Chill (1983)
- Blue Thunder (1983)
- Christine (1983)
- The Dresser (1983)
- Ghostbusters (1984)
- Crossroads (film) (1984)
- Body Double (1984)
- The Karate Kid (1984)
- Against All Odds (1984)
- Micki + Maude (1984)
- Moscow on the Hudson (1984)
- Starman (1984)
- A Passage to India (1984)
- Sheena (1984)
- A Soldier's Story (1984)
- St. Elmo's Fire (1985)
- Fright Night (1985)
- Murphy's Romance (1985)
- Agnes of God (1985)
- Stand by Me (1986)
- The Karate Kid, Part II (1986)
- Care Bears Movie II: A New Generation (1986)
- Hope and Glory (1987)
- Ishtar (1987)
- Roxanne (1987)
- The Last Emperor (1987)
- La Bamba (1987)
- The Beast (1988)
- The New Adventures of Pippi Longstocking (1988)
- The Big Blue (Le Grand Bleu) (1988)
- School Daze (1988)
- Little Nikita (1988)
- Casualties of War (1989)
- The Adventures of Milo and Otis (1989)
- Ghostbusters II (1989)
- The Karate Kid, Part III (1989)
- When Harry Met Sally (1989)
- True Believer (1989)
- Immediate Family (1989)

## Anii 1990
- Awakenings (1990)
- Misery (1990)
- Postcards from the Edge (1990)
- Revenge (1990)
- The Prince of Tides (1991)
- Boyz N the Hood (1991)
- Return to the Blue Lagoon (1991)
- City Slickers (1991)
- My Girl (1991)
- Bram Stoker's Dracula (1992)
- A League of Their Own (1992)
- Single White Female (1992)
- El Mariachi (1992)
- A Few Good Men (1992)
- Poetic Justice (1993)
- Groundhog Day (1993)
- The Age of Innocence (1993)
- In the Line of Fire (1993)
- The Remains of the Day (1993)
- Lost in Yonkers (1993)
- Last Action Hero (1993)
- Striking Distance (1993)
- My Girl 2 (1994)
- City Slickers II: The Legend of Curly's Gold (1994)
- The Shawshank Redemption (1994)
- The Next Karate Kid (1994)
- To Die For (1995)
- Higher Learning (1995)
- The Indian in the Cupboard (1995)
- Desperado (1995)
- Bad Boys (1995)
- Rațiune și simțire (1995)
- Forget Paris (1995)
- The Cable Guy (1996)
- The People vs. Larry Flynt (1996)
- Alaska (1996)
- Ghosts of Mississippi (1996)
- The Fifth Element (1997)
- Anaconda (1997)
- Air Force One (1997)
- Men in Black (1997)
- Buddy (1997)
- Gattaca (1997)
- Spiceworld (1997)
- Still Crazy (1998)
- Dance with Me (1998)
- Big Daddy (1999)
- Omul bicentenar (1999)
- Muppets from Space (1999)
- Blue Streak (1999)
- The Adventures of Elmo in Grouchland (1999)
- Stuart Little (1999)
- Crazy in Alabama (1999)
- The Messenger: The Story of Joan of Arc (1999)
- Cruel Intentions (1999)
- Girl, Interrupted (1999)

## Anii 2000
- The 6th Day (2000)
- Urban Legends: Final Cut (2000)
- Almost Famous (2000)
- Erin Brockovich (2000)
- 28 Days (2000)
- Final Fantasy: The Spirits Within (2000)
- Charlie's Angels (2000)
- Hollow Man (2000)
- Anatomy (2000)
- The Patriot (2000)
- An Everlasting Piece (2000)
- America's Sweethearts (2001)
- Black Hawk Down (2001)
- Joe Dirt (2001)
- Thir13en Ghosts (2001)
- The New Guy (2002)
- Mr. Deeds (2002)
- The Master of Disguise (2002)
- Stealing Harvard (2002)
- Spider-Man (2002)
- Stuart Little 2 (2002)
- Enough (2002)
- Punch-Drunk Love (2002)
- Adam Sandler's Eight Crazy Nights (2002)
- Men in Black II (2002)
- Panic Room (2002)
- Adaptation.
- Trapped (2002)
- Seeing Double (2003)
- National Security (2003)
- Something's Gotta Give (2003)
- Daddy Day Care (2003)
- Darkness Falls (2003)
- Once Upon a Time in Mexico (2003)
- Peter Pan (2003)
- Gothika (2003)
- Bad Boys 2 (2003)
- Terminator 3: Rise of the Machines (2003)
- The Missing (2003)
- Big Fish (2003)
- Envy (2004)
- Spider-Man 2 (2004)
- Anacondas: The Hunt for the Blood Orchid (2004)
- White Chicks (2004)
- The Grudge (2004)
- Christmas with the Kranks (2004)
- Are We There Yet? (2005)
- The Longest Yard (2005)
- Guess Who (2005)
- Lords of Dogtown (2005)
- Hitch (2005)
- Fun with Dick and Jane (2005)
- Bewitched (2005)
- The Legend of Zorro (2005)
- Into the Blue (2005)
- Memoirs of a Geisha (2005)
- Zathura (2005)
- Yours, Mine & Ours (2005)
- Deuce Bigalow: European Gigolo (2005)
- The Producers (2005)
- Gridiron Gang (2006)
- The Holiday (2006)
- The Pink Panther (2006)
- The Da Vinci Code (2006)
- Monster House (2006)
- Zoom (2006)
- RV (2006)
- Click (2006)
- Little Man (2006)
- Talladega Nights: The Ballad of Ricky Bobby (2006)
- Open Season (2006)
- Casino Royale (2006)
- The Grudge 2 (2006)
- Rocky Balboa (2006)
- The Benchwarmers (2006)
- All the King's Men (2006; remake al filmului din 1949)
- Ghost Rider (2007)
- Spider-Man 3 (2007)
- Surf's Up (2007)
- Are We Done Yet? (2007)
- The Messengers (2007)
- Superbad (2007)
- 30 Days of Night (2007)
- Saawariya (2007)
- Walk Hard: The Dewey Cox Story (2007)
- Made of Honor (2008)
- The Other Boleyn Girl (2008)
- You Don't Mess with the Zohan (2008)
- Hancock (2008)
- Step Brothers (2008)
- Pineapple Express (2008)
- The House Bunny (2008)
- Lakeview Terrace (2008)
- Nick and Norah's Infinite Playlist (2008)
- Quantum of Solace (2008)
- Paul Blart: Mall Cop (2009)
- The Pink Panther 2 (2009)
- The International (2009)
- The Ugly Truth (2009)
- Julie & Julia (2009)
- Cloudy with a Chance of Meatballs (2009)
- The Damned United (2009)
- Year One (2009)
- The Taking of Pelham 1 2 3 (2009)
- Angels & Demons (2009)
- Funny People (2009)
- Terminator Salvation (2009)
- 2012 (2009)

## Anii 2010
- Salt (2010)
- The Adventures of Tintin: Secret of the Unicorn (2011)
- Ștrumpfii (2011)
- Ghost Rider: Spirit of Vengeance (2011)
- 21 Jump Street (2012)
- Bărbați în negru 3 (2012)
- Uimitorul Om-Păianjen (2012)
- Total Recall (2012)
- Hotel Transilvania (2012)
- Skyfall (2012)
- This Is the End (2013)
- Grown Ups 2 (2013)
- Ștrumpfii 2 (2013)
- Stă să plouă cu chiftele 2 (2013)
- Captain Phillips (2013)
- The Monuments Men (2014)
- Uimitorul Om-Păianjen 2 (2014)
- The Equalizer (2014)
- The Interview (2014)
- Paul Blart: Mall Cop 2 (2014)
- Aloha (2015)
- Pixels: O aventură digitală (2015)
- Hotel Transilvania 2 (2015)
- Goosebumps: Îți facem părul măciucă (2015)
- Spectre (2015)
- Concussion (2016)
- The 5th Wave (2016)
- Grimsby (2016)
- Miracles from Heaven (2016)
- The Angry Birds Movie (2016)
- The Sallows (2016)
- Vânătorii de fantome (2016)
- Sausage Party (2016)
- The Magnificent Seven (2016)
- Life (2017)
- Ștrumpfii: Satul Pierdut (2017)
- Rough Night (2017)
- Omul-Păianjen: Întoarcerea acasă (2017)
- Emoji Filmul. Aventura zâmbăreților 3D (2017)
- The Dark Tower (2017)
- Flatliners (2017)
- Only the Brave (2017)
- Roman J. Israel, Esq. (2017)
- Primul Crăciun (2017)
- Jumanji: Aventură în junglă (2017)
- Peter Iepurașul (2018)
- Hotel Transilvania 3: Monștrii în vacanță (2018)
- The Equalizer 2 (2018)
- White Boy Rick (2018)
- Venom (2018)
- Goosebumps 2: Halloween bântuit (2018)
- Front Runner (2018)
- The Girl in the Spider's Web (2018)
- Omul-Păianjen: În lumea păianjenului (2018)
- Escape Room (2019)
- Omul-Păianjen: Departe de casă (2019)
- A fost odată la... Hollywood (2019)
- The Angry Birds Movie 2 (2019)
- Zombieland: Double Tap (2019)
- Charlie's Angels (2019)
- Jumanji: Nivelul următor (2019)

## Anii 2020
- Băieți răi pe viață (2020)
- The Magic Kids: Three Unlikely Heroes (2020)
- Bloodshot (2020)
- Fantasy Island (2020)
- Narcissus and Goldmund (2020)
- Fatherhood (2020)
- The Craft: Legacy (2020)
- Familia Mitchell împotriva roboților (2021)
- Peter Iepurașul: Fugit de acasă (2021)
- Dragonul magic (2021)
- Viață de tată (2021)
- Espace Room 2 (2021)
- Vivo (2021)
- Cinderella (2021)
- Vânătorii de fantome: Moștenirea (2021)
- Venom: Să fie carnagiu (2021)
- Omul-Păianjen: Niciun drum spre casă (2021)
- Un jurnal pentru Jordan (2021)
- Hotel Transilvania: Transformania (2022)
- Uncharted (2022)
- Morbius (2022)
- Father Stu (2022)
- Locked-in Society (2022)
- Acolo unde cântă racii (2022)
- Trenul asasinilor (2022)
- Lilu, Lilu, Crocodilu (2022)
- Devotion: Eroii aerului (2022)
- Un bărbat pe nume Otto (2022)
- 65 (2023)
- Omul-Păianjen: Prin lumea păianjenului (2023)
- Nu-ți port pică! (2023)
- Gran Turismo (2023)
- Equalizer 3: Capitolul final (2023)
- Norocul prostului (2023)
- Napoleon (2023)
- Iubesc să te urăsc (2023)
- Madame Web (2024)
- Vânătorii de fantome: Imperiul înghețat (2024)
- Garfield (2024)
- Băieți răi: Pe viață și pe moarte (2024)
- Trimite-mă la Lună (2024)
- Harold și creionul fermecat (2024)
- Totul se termină cu noi (2024)
- Afraid (2024)
- Saturday Night (2024)
- Venom: Ultimul dans (2024)
- Kraven vânătorul (2024)
- Green Bones (2024)
- Paddington în Peru (2025)
- Karate Kid: Legende (2025)
- După 28 de ani (2025)
- Știu ce-ai făcut astă-vară (2025)

## Filme viitoare
- Clika (2025)
- Prins cu mâța-n sac (2025)
- O călătorie însemnată, îndrăzneață, încântătoare (2025)
- Chainsaw Man – The Movie: Reze Arc (2025)
- Scarlet (2025)
- Anaconda (2025)
- 28 Years Later: The Bone Temple (2026)
- Cel mai tare din parcare (2026)
- Shiver (2026)
- Spider-Man: Brand New Day (2026)
- Film fără nume cu Resident Evil (2026)
- Film fără nume cu Jumanji (2026)
- The Legend of Zelda (2027)
- Spider-Man: Beyond the Spider-Verse (2027)
- Filme biografice fără nume despre Beatles (2028)